# Ennedi
 Ikke at forveksle med regionen Ennedi
Ennedi er et bjergmassiv i Borkou-Ennedi-Tibesti-regionen i det nordøstlige Tchad, som er et af de ni lande, der udgør Sahelbæltet, der strækker sig fra Atlanterhavet til Sudan. Ennedi er et sandstensbolværk midt i Sahara, som blev dannet af erosion fra vind og temperatur. Mange mennesker beboede dette område, såsom jægere og samlere (5.000-4.000 f.Kr.) og kvægavlere (begyndende 4.000  f.Kr.). Ennedi-området er også kendt for sin store samling af klippekunst, der primært forestiller kvæg, da disse dyr havde den største økonomiske, miljømæssige og kulturelle indflydelse. Denne kunst stammer fra næsten 7.000 år siden. I dag bor to semi-nomadiske grupper, primært muslimer, i Ennedi i regnmånederne og passerer gennem området i den tørre sæson. De er afhængige af deres flokke af kameler, æsler, får og geder for at overleve.

## Verdensarv
Lidt under en tiendedel af verdensarvsstederne ligger i Afrika, men stedet blev føjet til UNESCOs verdensarvsliste i februar 2016. Under denne proces var der megen debat om, hvad der skulle inkluderes. Først og fremmest måtte to administrationszoner og adskillige landsbyer nå til enighed om, hvorvidt det skulle betragtes som en del af verdensarvsstedet. Dets oprettelse har dog gavnet Tchad ved at øge indtægterne i området fra turister, der bruger penge på at overnatte. Desuden reducerede den tchadiske regering i sidste ende størrelsen af det beskyttede område på grund af olieefterforskning.